# Gymnosporangium floriforme
Gymnosporangium floriforme är en svampart som beskrevs av Thaxt. 1908. Gymnosporangium floriforme ingår i släktet Gymnosporangium och familjen Pucciniaceae.   Inga underarter finns listade i Catalogue of Life.